# زیگموند لوبین
زیگموند لوبین (انگلیسی: Siegmund Lubin؛ ‏ ۲۰ آوریل ۱۸۵۱ – ۱۱ سپتامبر ۱۹۲۳) بینایی‌سنج، مخترع و فیلم‌ساز آلمانی آمریکایی بود.

## گزیدهٔ فیلم‌شناسی
- گردن زدن زندانی چینی
- وقتی بازیگر ناشی بازمی‌گردد
- آنچه فراموش کرد
- آنها شبیه به هم بودند
- اسپاگتی با مد روز
- گاس و آشوب‌طلبان
- هدف کوپیدو